# Arzenc-de-Randon
Arzenc-de-Randon is een gemeente in het Franse departement Lozère (regio Occitanie) en telt 195 inwoners (1999). De plaats maakt deel uit van het arrondissement Mende.

## Geografie
De oppervlakte van Arzenc-de-Randon bedraagt 60,0 km², de bevolkingsdichtheid is 3,3 inwoners per km².

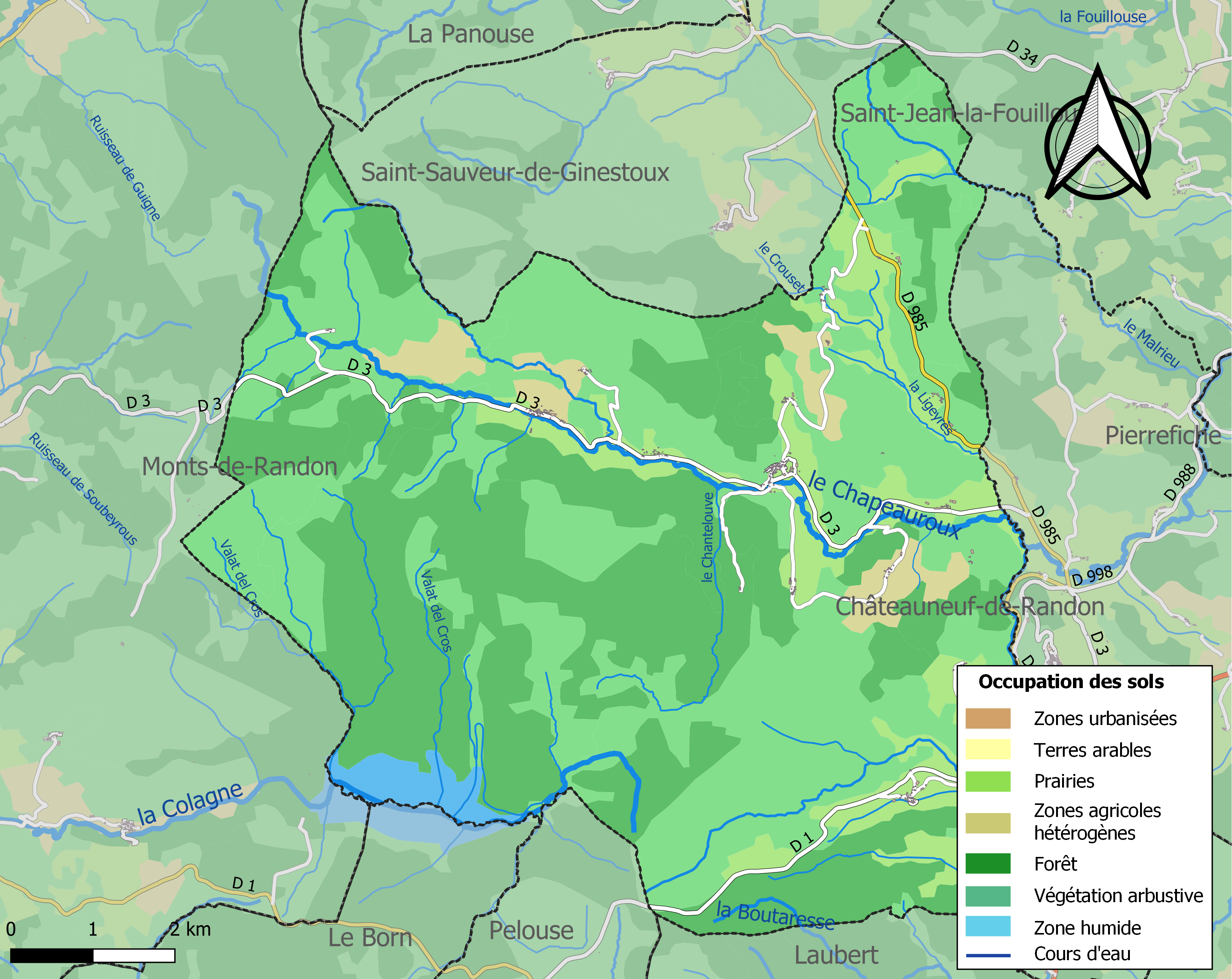
Kaart van de gemeente met de belangrijkste infrastructuur, bodemgebruik en omliggende gemeenten

## Demografie
Onderstaande figuur toont het verloop van het inwonertal (bron: INSEE-tellingen).